# Monte La Poggia
Il Monte "La Poggia" è un rilievo delle Colline Livornesi situato sopra la frazione di Limoncino a Livorno. Sulla sommità è presente un'antenna ripetitrice; numerose sono gli appostamenti di caccia. Poco distante dal Poggio Lecceta, si caratterizza per un'ampia cava ancora in parte attiva ben visibile dalla città.
Dalla collina nascono numerosi corsi d'acqua, sebbene secchi in estate, tra i quali ricordiamo:
- Alcuni affluenti del Rio Maggiore
- Il Rio Cigna
- Il Rio dall'acqua puzzolente o Rio della Puzzolente.

## Altre cime
- Poggio Cancellaia, 347 m
- Poggio la Fontaccia, 303 m